# Gouvernement Cissé Mariam Kaïdama Sidibé
République du Mali
M. Sidibé II Diarra I
Le 3 avril 2011, le président de la république du Mali, Amadou Toumani Touré a nommé Cissé Mariam Kaïdama Sidibé Premier ministre. Cette nomination fait suite à la démission de Modibo Sidibé et de son gouvernement le 30 mars 2011.
Le 6 avril 2011, le président de la république, sur proposition du Premier ministre, a nommé les membres du gouvernement,.
Ce gouvernement comprend des représentants de deux partis politiques appartenant à l’opposition depuis la réélection d’Amadou Toumani Touré en 2007, le Parti pour la renaissance nationale et le Rassemblement pour le Mali.
Le 2 février 2012, le président de la République a procédé un mini remaniement du Gouvernement de Cissé Mariam Kaïdama Sidibé. Le général Sadio Gassama, précédemment ministre de la Sécurité intérieure et de la protection civile, a été nommé ministre de la Défense et des Anciens combattants, laissant sa place à Natié Pléa, précédemment ministre de la Défense et des anciens combattants.
Le 16 février 2012, Mme Dandara Touré a été nommé ministre de la Promotion de la Femme, de l’Enfant et de la Famille en remplacement du Dr Konaré Mariam Kalapo.
Les fonctions du gouvernement prennent fin avec le coup d'État du 22 mars 2012, mené par Amadou Haya Sanogo. Après diverses tractations politiques, l’astrophysicien Modibo Diarra lui succède.

## Composition du gouvernement du 6 avril 2011
- Premier ministre : Cissé Mariam Kaïdama Sidibé
- Ministre de l’Environnement et de l’Assainissement : Tiémoko Sangaré
- Ministre du Travail et de la Fonction publique : Abdoul Wahab Berthé
- Ministre de l’Équipement et des Transports : Ahmed Diane Séméga
- Ministre de l’Administration territoriale et des Collectivités locales : général Kafougouna Koné
- Ministre de l’Élevage et de la Pêche : Bokary Tréta
- Ministre des Affaires étrangères et de la Coopération internationale : Soumeylou Boubèye Maïga
- Ministre de la Santé : Mme Diallo Madeleine Bâ
- Ministre de l’Emploi et de la Formation professionnelle : Modibo Kadjoké
- Ministre de l’Artisanat et du Tourisme : Mohamed El Moctar
- Ministre de la Défense et des Anciens combattants : Natié Pléa remplacé le 2 février 2012 par général Sadio Gassama[4]
- Ministre de la Sécurité Intérieur et de la Protection civile : général Sadio Gassama remplacé le 2 février 2012 par Natié Pléa[4]
- Ministre de l’Agriculture : Agatam Ag Alhassane
- Ministre de l’Éducation, de l’Alphabétisation et des Langues nationales : Salikou Sanogo
- Ministre de la Justice, Garde des Sceaux : Maharafa Traoré
- Ministre de l’Économie et des Finances : Lassine Bouaré
- Ministre de l’Industrie, des Investissements et du Commerce : Mme Sangaré Niamoto Ba
- Ministre de la Jeunesse et des Sports : Djiguiba Keïta
- Ministre de l’Enseignement supérieur et de la Recherche scientifique : Mme Siby Ginette Bellegarde
- Ministre du Logement, des Affaires foncières et de l’Urbanisme : Yacouba Diallo
- Ministre de la Culture : Hamane Niang
- Ministre de la Réforme de l’État : Daba Diawara
- Ministre des Mines : Amadou Cissé
- Ministre de l’Énergie et de l’Eau : Habib Ouane
- Ministres des Postes et des Nouvelles technologies : Modibo Ibrahim Touré
- Ministre des Relations avec les Institutions : Abdoulaye Sall
- Ministre des Maliens de l’extérieur et de l’Intégration Africaine : Badara Aliou Macalou
- Ministre de la Communication, Porte-parole du gouvernement : Sidiki N'fa Konaté
- Ministre du Développement Social, de la Solidarité et des Personnes âgées : Harouna Cissé
- Ministre de la Promotion de la Femme, de l’Enfant et de la Famille : Dr Konaré Mariam Kalapo, remplacée le 16 février 2012 par Dandara Touré.
  - Ministre délégué auprès du Premier ministre, chargé du Développement intégré de la zone Office du Niger : Abou Sow
  - Ministre délégué auprès du ministre de l’Économie et des Finances, chargé du Budget : Sambou Wagué
  - Ministre délégué auprès du ministre de l’Administration Territoriale et des Collectivités locales, chargé de la Décentralisation : David Sagara